# 所罗门的审判 (斯托姆,休斯顿)

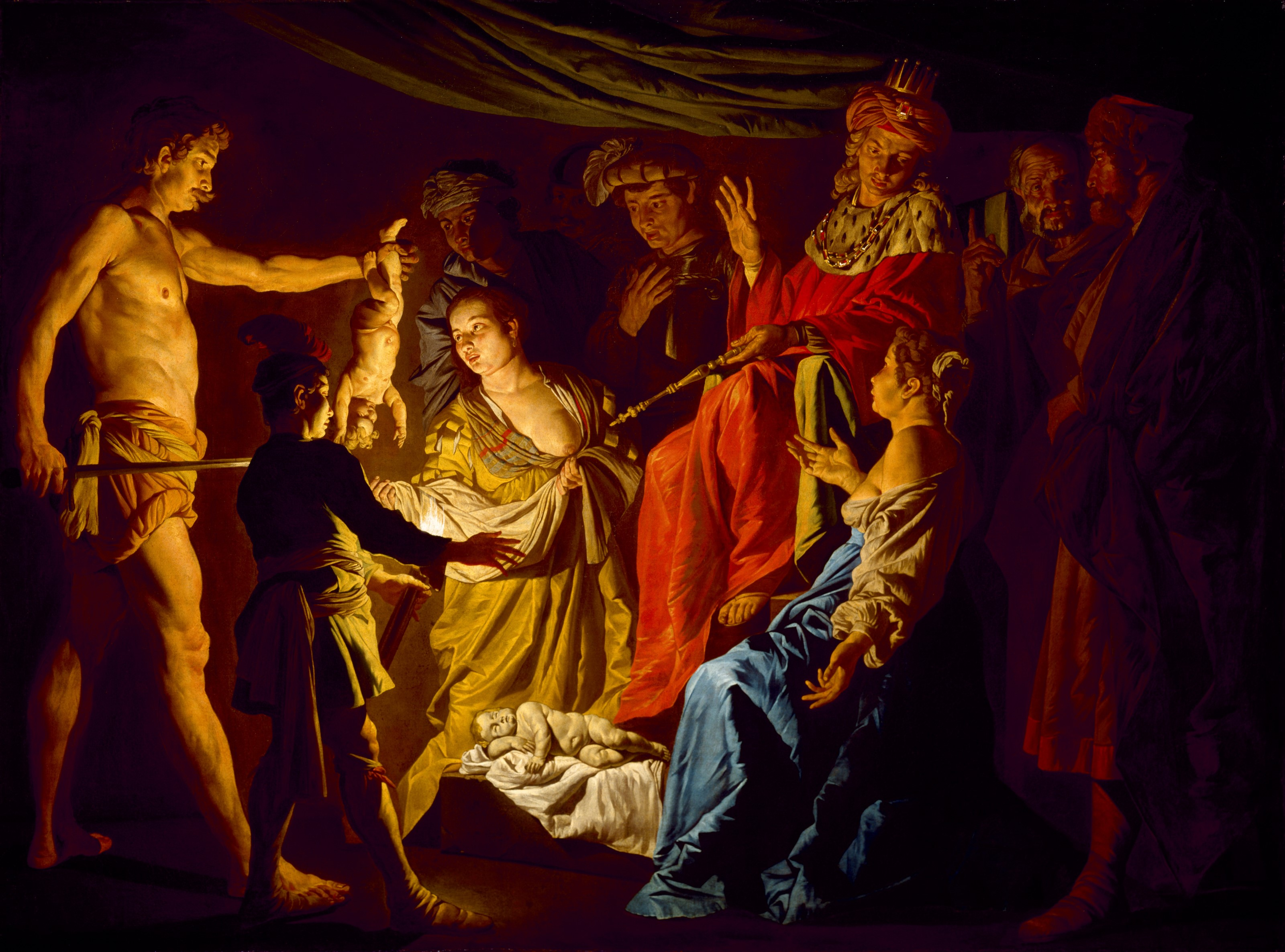
《所罗门的审判》

《所罗门的审判》是马蒂亚斯·斯托姆的一幅布面油画，绘制于1640年，描绘圣经中的故事所罗门的审判。这幅画原为那不勒斯的普林西比 卡尔卡法·德安德里亚所有，1970年由休斯顿美术博物馆收购。 